# Krach videoherního průmyslu
Krach videoherního průmyslu (anglicky Video Game Crash) je název pro ekonomický kolaps videoherního trhu v USA v letech 1983 až 1985. Řada amerických společností zkrachovala nebo musela odejít z trhu. To znamenalo také konec ekonomického úspěchu tzv. „druhé generace“ videoherního průmyslu.
V následujících dvou letech americký trh videoher stagnoval. Toto období skončilo vydáním konzole Nintendo Entertainment System (NES) a úspěšné videohry Super Mario Bros, které byly vydány v Japonsku v roce 1983 pod názvem Famicom. V USA začala být konzole prodávána v letech 1985 až 1987 s vysokými zisky. V následujících letech japonští výrobci Nintendo, Sega a později také Sony dominovali na trhu konzolového hardwaru.
V některých zdrojích je tato událost označována jako krach videoherního průmyslu v roce 1984, protože důsledky se nejvíce projevily až v tomto roce. Vzhledem k bankrotujícím firmám nebyly vydány stovky ohlášených her.[zdroj?]

## Domácí počítače
Rok 1977 byl zásadním zlomem ve vývoji počítačů pro domácí použití. Byl představen počítač od Tandy Corporation (řada TRS-80) jako odpověď na dva úspěšné počítače své doby – Commodore PET 2001 (společnosti Commodore International) a Apple II. Za necelých 600 dolarů bylo možno koupit sadu obsahující počítač, klávesnici, monitor a páskovou mechaniku jako úložiště dat. Prodalo se více než čtvrt milionu kusů. Později bylo možno dokoupit disketovou mechaniku a tiskárnu. TRS-80 měl v roce 1979 nejvíce dostupného softwaru na trhu mikropočítačů. V Evropě se na trh dostaly domácí počítače v letech 1981 až 1985 a soukromé osoby si mohly koupit počítač za dostupnou cenu. Tento vývoj byl silně podporován reklamou a zejména Commodore 64 se stal nejprodávanějším počítačem v evropských zemích.
Tak většina rodičů stála před volbou, zda pořídit herní konzoli nebo počítač, který by ještě mohl naučit něco užitečného. Také grafické a zvukové možnosti domácích počítačů byly nyní srovnatelné nebo dokonce lepší než u herních konzolí a nabízely také možnost kopírování her. Hry pro domácí počítače byly navíc cenově výhodnější. V době severoamerického kolapsu videoherního průmyslu, evropskému trhu dominovaly domácí počítačové hry a proto měla krize v Evropě menší dopad. Tyto události pak vedly také ve Spojených státech k nárůstu trhu s domácími počítači.

Japonský trh byl nezávislý na evropském nebo americkém trhu, počítače a videokonzole byly většinou domácí produkce, včetně konzole Famicom od Nintenda, Sega SG-1000 a počítačů MSX, proto se ho také krach videoherního průmyslu nedotkl.

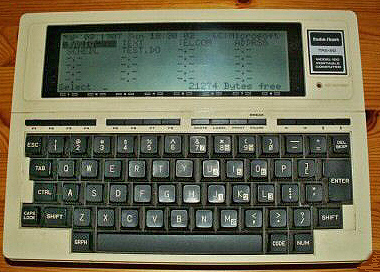
Počítač TRS-80 model 100
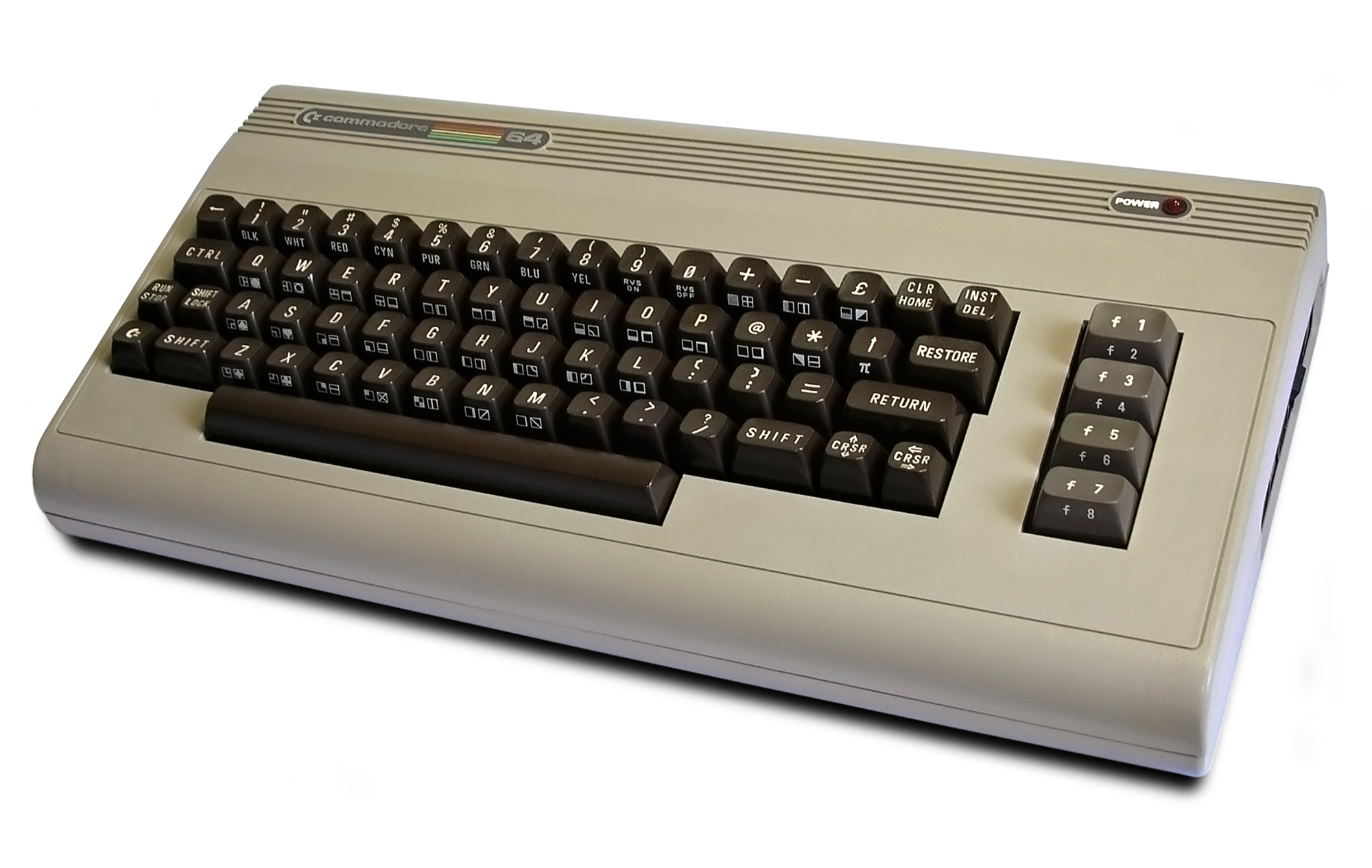
Počítač Commodore C64
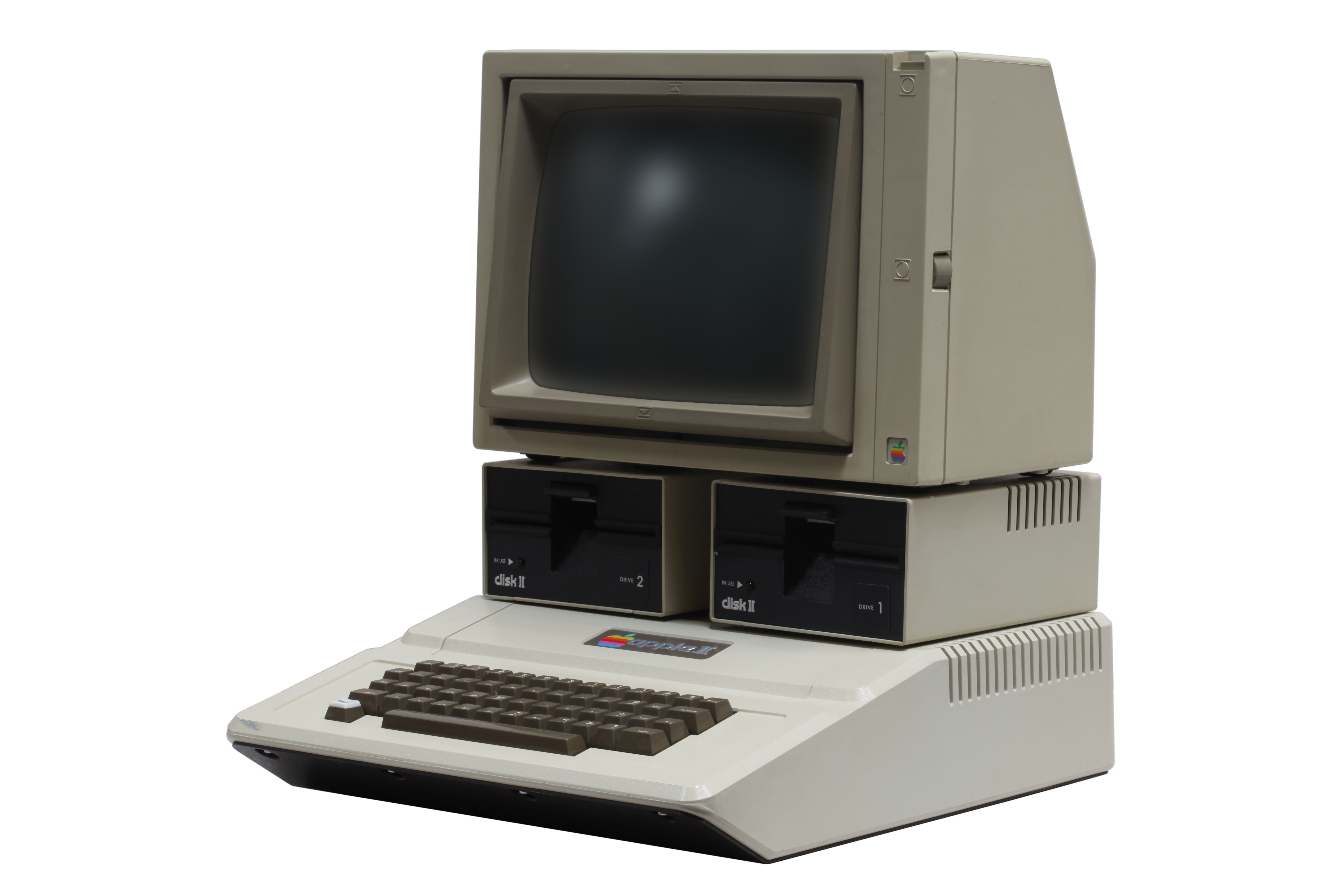
Počítač Apple II-IMG 7064
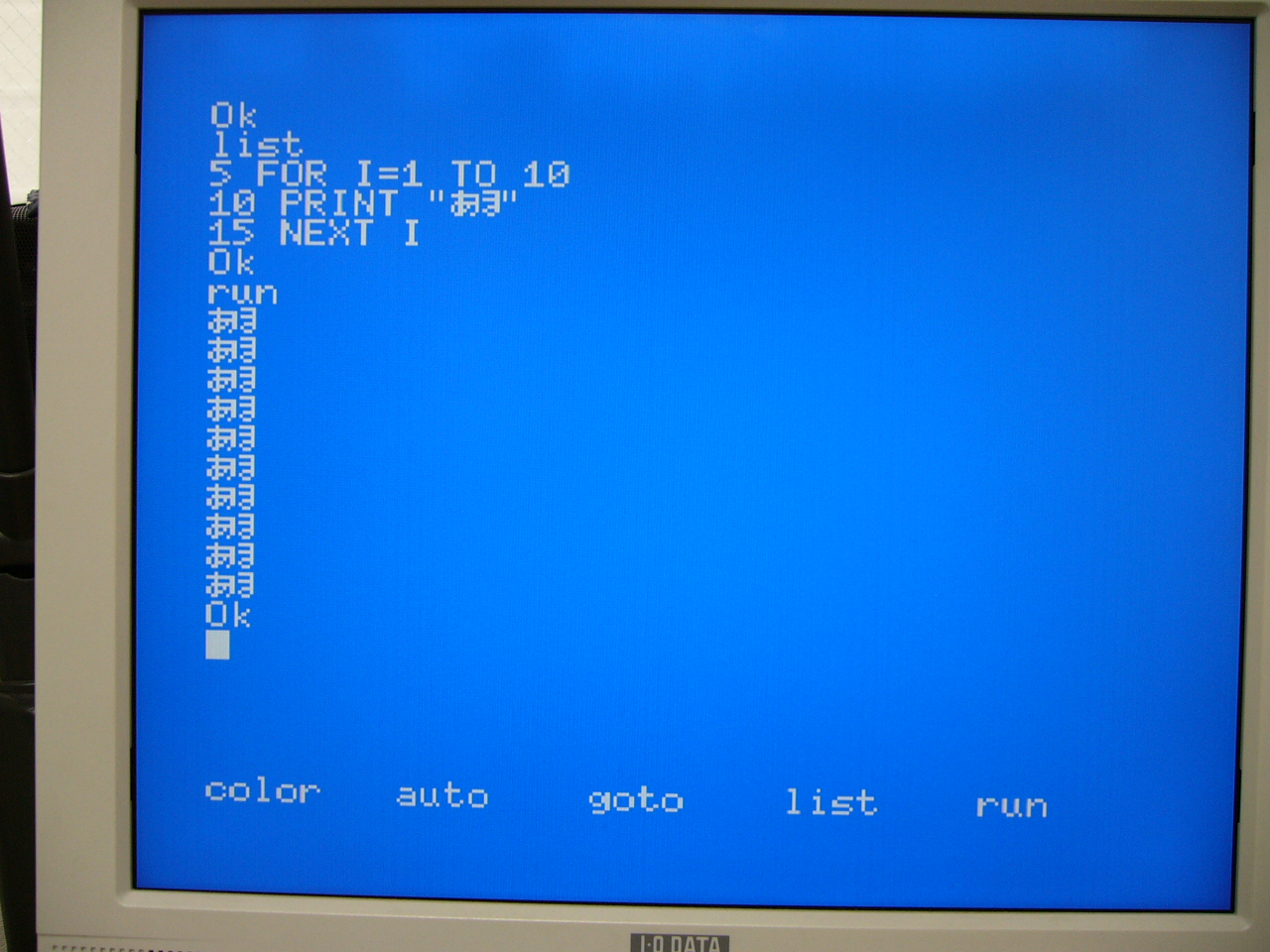
MSX – interpret BASICu spuštění jednoduchého programu

## Příčiny a faktory krize
Krach severoamerického trhu videoher měl několik příčin:
- Množství různých videoherních společností dalo potenciálním zákazníkům na výběr příliš nekompatibilních systémů: například Atari 2600, Atari 5200, Emerson Arcadia 2001, Magnavox Odyssey 2, systémy Tele-Games, Tandyvision nebo Vectrex. Každá z těchto konzolí měla vlastní knihovnu her od původního výrobce i od jiných poskytovatelů. Zároveň někteří výrobci konzolí oznámili nové verze svých herních konzolí pro rok 1984 (Atari 7800).
- Do herního světa vstupovaly firmy z oblasti spotřebitelské i strojní elektrotechniky a jako Nintendo i z hračkářského průmyslu. Firmy Blaupunkt, Zanussi, Casio, Coleco, Mattel, NEC, Fairchild, Hanimex, a další, které během několika let v herním průmyslu skončily, především s ohledem na špatný odbyt, nekvalitní hry a malou atraktivitu her.[2]
- Společnosti upřednostňovaly kvantitu nad kvalitou, tak na trhu přibylo mnoho nekvalitních her. Firma Atari vydávala hry, které vycházely ze známých celovečerních filmů (například ET ) nebo úspěšných arkádových titulů (Pac-Man), které byly z hlediska implementace nekvalitní, což vyvolávalo nedůvěru kupující veřejností.
- V letech 1982 a 1983 přispěla také média, která informovala o videoherním průmyslu v předchozích úspěšných letech a nyní aktuálně zviditelňovala slabiny a problémy trhu. Příkladem se stalo zničení 700 000 neprodaných her Atari ET v poušti Nového Mexika.
- Začátkem 80. let přišly na trh levné počítače, které bylo možné připojit k televizi jako monitor. Domácí počítače nabízely více paměti, často lepší grafiku i kvalitu zvuku než videokonzole a také se již daly využít nejen pro hry, ale například pro práci s textem.
- Společnost Commodore zaměřila reklamu na zobrazení rozdílů mezi domácími počítači a videokonzolemi, samozřejmě ve prospěch počítačů. Commodore a další společnosti nabízely své počítače v obchodních domech, supermarketech a hračkářstvích, kde se většinou prodávaly herní konzole. Společnost Commodore také dokázala výrazně snížit výrobní náklady a tím i konečnou cenu počítače.

## Začátek krize

Logo společnosti Activision

Zásadním krokem bylo založení společnosti Activision v roce 1979 programátory (David Crane, Larry Kaplan, Alan Miller a Bob Whitehead), kteří opustili Atari. Vedení společnosti jim odmítlo přiznat uznání za vývoj jejich her. Activision vyvíjela především hry pro úspěšnou domácí konzoli Atari 2600. Před rokem 1979 neexistovali vývojáři třetích stran, výrobci konzolí jako Atari vydávali všechny hry pro své příslušné platformy. Proto Atari společnost Activision zažalovalo a soud v roce 1982 prohrálo. Na základě soudního rozhodnutí mohli hry distribuovat i výrobci třetích stran a řada společností založila oddělení videoher.
Také zásluhou přístupnosti domácích počítačů a relativně jednoduchých programovacích jazyků, začala vznikat garážová studia, kterých bylo ve Velké Británii v roce 1983 kolem čtyř set. Zde vznikaly během krátké doby kopie her, které byly již na trhu. Největší vydavatelství Ocean v Velké Británii vydalo každý měsíc sto her a zároveň jich pětinásobek odmítlo. Nakonec zkrachovalo na projektu hry Bandersnatch, která nikdy nevyšla.
Ve velké míře se rozšířilo pirátství a kopírování her, které umožňovala jednoduchost kódů a také fakt, že autorský zákon neplatil v herním průmyslu. Vývojáři většinou tolerovali půjčování nebo kopírování videoher. Problémem byl ale pirátský trh, kde se hry vytvářely znovu jako originály a prodávaly se za minimální ceny. Padělky pak také přesycovaly trh.

## Přímé účinky na trh
Zaplavení trhu mnoha nekvalitními hrami z roku 1982 mělo destabilizující účinek. Když se prodejci pokusili vrátit neprodejné produkty výrobcům her, ukázalo se, že nemají ani nové přijatelné tituly, ani peníze. To vedlo ke kolapsu mnoha výrobců. Po vánočních výprodejích v roce 1982 byly obchody nuceny prodávat hry za výrazně nižší ceny.
Všechny tyto události vedly k velké vlně bankrotů na trhu. Společnosti jako Magnavox a Coleco uzavřely své divize videoher. Imagi později také zkrachovala. Výrobci jako Activision, kteří vyvíjeli programy pro trh domácích počítačů, zůstali na trhu, ale řada malých firem zmizela.

## Dlouhodobé účinky
Kolaps amerického trhu s videohrami měl také dlouhodobé dopady. Těžiště konzolového trhu se přesunulo z USA do Japonska. Když se v roce 1987 trh vzpamatoval, předním výrobcem videoherních konzolí se stalo Nintendo s NES, následované Segou. Atari se nedokázalo vzpamatovat a pokračovat v úspěchu typu Atari 2600. V roce 1984 byla společnost rozdělena vzhledem k velkým ztrátám. Divize herních konzolí a domácích počítačů byla prodána Jacku Tramielovi, který pokračoval v podnikání jako Atari Corporation. Na druhou stranu arkádové hry pokračovaly jako Atari Games a v roce 1998 po několika změnách vlastníků a po přejmenování na Midway Games West ukončily svoji činnost až v roce 2003.